# Schistomysis elegans
Schistomysis elegans är en kräftdjursart som beskrevs av Georg Ossian Sars 1907. Schistomysis elegans ingår i släktet Schistomysis och familjen Mysidae. Inga underarter finns listade i Catalogue of Life.